# Mohammed Sleem
Mohammed Sleem, né le 14 janvier 1892 à Multan dans le Raj britannique (actuellement Pakistan) et mort à une date inconnue, est un joueur indien de tennis de l'entre-deux-guerres.

## Carrière
Mohammed Sleem atteint les huitièmes de finale au tournoi de Wimbledon en 1921 et aux Internationaux de France de tennis en 1928 et 1934. En 1924, il a pris part au tournoi de tennis des Jeux olympiques de Paris où il s'est incliné au second tour en cinq sets contre le futur vainqueur de la compétition Vincent Richards (8-6, 2-6, 6-4, 4-6, 6-2). Au terme de trois heures d'une lutte acharnée, Richards déclara ne plus vouloir rejouer contre l'hindou, surnommé par la presse « l'homme aux sortilèges ».
Il a joué 7 rencontres avec l'équipe d'Inde de Coupe Davis. En 1921, il bat les français William Laurentz et Jean Samazeuilh en quart de finale. Trois ans plus tard en 1924, il perd ses deux matchs au même stade de la compétition, cette fois-ci contre René Lacoste et Henri Cochet respectivement en quatre et cinq sets. Il participe à deux autres rencontres en 1928 dont une face à l'Italie et une dernière en 1934 contre la Suisse. Au total, il a remporté 7 matchs pour 8 défaites.
Multiple champion du Pendjab et vainqueur du All India Championships, il a connu quelques succès en Europe et notamment au Angleterre en atteignant en 1921 la finale du tournoi du Queen's face au Japonais Zenzo Shimizu, puis en remportant les championnats de Londres, disputés fin octobre sur les courts couverts du même club contre Walter Crawley.
À l'occasion d'une tournée de joueurs britanniques en Inde, le critique A. Wallis Myers décrit le jeu très personnel de Sleem comme « un charmant mélange de défensive inexpugnable et de dangereuse finesse ». Il était doté d'un jeu très offensif tourné vers le filet. Selon Samazeuilh, il avait adopté une technique de passing consistant à renvoyer une balle « molle et tombante » afin de pousser le joueur au filet à effectuer une volée défensive.
Diplômé de l'Université de Cambridge, il exerçait en Angleterre en tant que barrister, spécialiste en affaires criminelles. Il a été introduit au Lincoln's Inn en 1910.